# Stade des Charmilles
Het Stade des Charmilles  was een voetbalstadion in Genève in Zwitserland.

## Geschiedenis
De grond van het stadion werd aangekocht door industrieel Gustave Hentsch die het stadion liet bouwen en daarna schonk aan de club. In 1930 werd het nieuw stadion in gebruik genomen, er werd een vriendschappelijk toernooi georganiseerd met buitenlandse clubs zoals Club Brugge, Slavia Praag, Újpest FC verder deden er nog clubs mee uit Nederland, Spanje, Frankrijk en Oostenrijk.
Het werd bespeeld door Servette en had een capaciteit van 30.000 toeschouwers daarvoor speelde Servette op het Parc des Sports. Het werd gebruikt tijdens het WK voetbal in 1954 toen er vier wedstrijden werden gespeeld. De capaciteit bedroeg toen ruim 34.000 toeschouwers.
Vanaf 1984 werden er plannen gemaakt voor een nieuw stadion. Sindsdien werd er nog nauwelijks aan onderhoud gedaan waardoor gedeeltes van het stadion bouwvallig werden, De capaciteit liep daardoor terug tot net 9.000. De laatste wedstrijd in het stadion werd gespeeld in 2002. Servette verhuisde naar het nieuwe Stade de Genève dat gebruikt werd tijdens het EK voetbal in 2008. Na tien jaar leegstand werd het restant van het stadion in 2011 gesloopt.

## WK interlands
| №  | Datum        | Wedstrijd                    | Uitslag | Competitie          | Toeschouwers |
| -- | ------------ | ---------------------------- | ------- | ------------------- | ------------ |
| 1. | 16 juni 1954 | Brazilië – Mexico            | 5 – 0   | WK 1954 1e ronde    | 13.000       |
| 2. | 19 juni 1954 | Frankrijk – Mexico           | 3 – 2   | WK 1954 1e ronde    | 19.000       |
| 3. | 20 juni 1954 | Turkije – Zuid-Korea         | 7 – 0   | WK 1954 1e ronde    | 3.000        |
| 4. | 27 juni 1954 | Joegoslavië – West-Duitsland | 0 – 2   | WK 1954 kwartfinale | 20.000       |

St. Jakob-Park (Bazel) · Wankdorf (Bern) · Stade des Charmilles (Genève) · Stade Olympique de la Pontaise (Lausanne) · Stadio di Cornaredo (Lugano) · Hardturm (Zürich)